# 原大地
原 大地（はら たいち、1973年 - ）は、フランス文学者、慶應義塾大学商学部教授。

## 人物・来歴
1997年東京大学文学部仏文科卒、2004年同大学院人文社会系研究科博士課程単位取得退学。同年、パリ第4大学博士課程修了。慶應義塾大学商学部専任講師、2011年准教授、教授。2007年「ロートレアモン」（仏文）で渋沢・クローデル賞受賞。

## 著書
- Lautreamon: vers l'autre Etude sur la creation et la communication litreraires, L'Harmattan, 2006
- 『牧神の午後 マラルメを読もう』慶應義塾大学教養研究センター 2011（教養研究センター選書）
- 『マラルメ 不在の懐胎』慶應義塾大学出版会 2014
- 『ステファヌ・マラルメの〈世紀〉』水声社 2019
- 『悪の花』の旅 ボードレールを読もう』慶應義塾大学教養研究センター 2025（教養研究センター選書）

### 翻訳
- ポール・ベニシュー『作家の聖別』水声社 2015。片岡大右・辻川慶子・古城毅共訳
- ジャン＝ピエール・リシャール解説『マラルメ アナトールの墓のために』水声社 2015
- ベルトラン・マルシャル『サロメ 詩と散文のはざまに―ボードレール・マラルメ・フローベール・ユイスマンス』水声社 2023。大鐘敦子共訳

## 参考
- 慶大